# エリン・セダルース
エリン・セダルース（Elin Cederroos、1985年1月16日 - ）は、スウェーデンのプロボクサーである。前WBA・IBF女子世界スーパーミドル級統一王者。

## 来歴
プロボクサーになる前はプロサッカー選手としてハンマルビーIFとユールゴーデンIF。に所属していた。
2度目の妊娠後の2017年4月8日、Sanja Ostojić戦でデビューし、4回TKO勝利
5戦を終えて、2019年3月22日にベルギーでフェムケ・ハーマンズが持つIBF女子世界スーパーミドル級王座決定戦に臨み、2-0判定で初の世界王座獲得。
2020年1月10日、アメリカ・ニュージャージー州にてWBA王者アリシア・ナポレオンとの王座統一戦に臨み、3-0判定で王座統一に成功。
2022年4月30日、ニューヨークのマディソン・スクエア・ガーデンにてWBC・WBO王者フランション・クルーズとの4団体王座統一戦を行うが、0-3判定でプロ初黒星を喫し王座陥落。
2023年2月4日、Shadasia Greenが持つWBC女子世界スーパーミドル級シルバー王座に挑むが、6回TKOで沈み連敗。

## 戦績
- 10戦 8勝 4KO 2敗

## 獲得タイトル
- WBA女子世界スーパーミドル級王座（防衛0）
- IBF女子世界スーパーミドル級王座（防衛0）